# Nemapteryx
Nemapteryx es un género de peces actinopeterigios de agua dulce y marinos, distribuidos por ríos y costas del oeste del sureste de Asia, en el océano Pacífico y océano Índico.

## Especies
Existen seis especies reconocidas en este género:
- Nemapteryx armiger (De Vis, 1884)
- Nemapteryx augusta (Roberts, 1978)
- Nemapteryx bleekeri (Popta, 1900)
- Nemapteryx caelata (Valenciennes, 1840)
- Nemapteryx macronotacantha (Bleeker, 1846)
- Nemapteryx nenga (Hamilton, 1822)